# Port Chester
Port Chester – wieś w Stanach Zjednoczonych, w stanie Nowy Jork, w hrabstwie Westchester.